# 1010
Cette page concerne l'année 1010  du calendrier julien. Pour l'année 1010 av. J.-C., voir 1010 av. J.-C. Pour le nombre 1010, voir 1010 (nombre).
L'année 1010 est une année commune qui commence un dimanche.

## Évènements
- 10 mars : concile de la paix de Dieu à Poitiers présidé par Guillaume V d'Aquitaine à l'occasion de la translation du corps de saint Maixent[1].

- Printemps : départ probable de l'expédition de Thorfinn Karlsefni en Amérique du Nord (1007-1010). Parti avec 160 personnes dont Freydis Eiriksdottir, sœur de Leif Eriksson, il échoue à coloniser le Vinland[2] (ou en 1007[3]).
- Juillet : le général Ly Long Uan transfère la capitale à Dai La qu'il rebaptise Thang Long « la ville du dragon qui s'envole » (future Hanoï)[4] puis se proclame roi du Đại Việt (Viêt Nam) sous le nom de Ly Thai To[5].
- Octobre : le sultan Mahmud de Ghazni marche sur Multân dont le gouverneur Sukhpal a abjuré l'Islam et s'est révolté en décembre 1007. Il achêve de soumettre le Pendjab et capture à Multân le gouverneur ismaïlien Abul Fateh Daud bin Nasr[6].
- Deuxième invasion du Koryŏ par la dynastie Liao[7].

### Europe
- Mars : Basile II envoie des forces en Italie pour réprimer la révolte de Mélo à Bari ; Après un siège de 61 jours, le catepan Basile Argyre reprend la ville (1011). Mélo qui allait être capturé, s’enfuit à Bénévent et de là en Allemagne où l’empereur Henri II lui confère le titre de prince d’Apulie[8].

- 5 mai : les Danois battent les Anglais divisés à la bataille de Ringmere, dans le Norfolk, victoire qui leur livre toute l’East-Anglia. L’Angleterre est livrée au désarroi[9].
- 22 mai[10] ou 2 juin[11] : bataille d'Aqabat al Baqar, près du château d'El Vacar, à une vingtaine de kilomètres au nord de Cordoue. Sulayman ben al-Hakam est chassé et Cordoue mise à sac par les Catalans.
  - Les comtes Raymond Borrell de Barcelone et Ermengol d'Urgell, à la tête d'une armée de 9 000 hommes selon les sources musulmanes, se mettent au service d'un prétendant au califat de Cordoue Muhammad al-Mahdi et pénètrent dans Cordoue. Pour prix de leur intervention ils reçoivent la somme de 100 000 dinars.

- 21 juin : les partisans Muhammad al-Mahdi sont battus par les Berbères à la bataille du rio Guadiaro, près d'Algésiras[12]. 3000 catalans sont tués, dont les évêques Odón de Gérone, l'évêque Arnulf de Vich et peut-être celui de Barcelone Aecio[11].

- 8 juillet : les Catalans abandonnent Cordoue[13].
- 23 juillet : restauration de Hicham II calife de Cordoue à la mort de Muhammad, assassiné par le général d'origine Slave Wadih (fin de règne en 1012)[13].

- 4 novembre : destruction de Madinat al-Zahra, aux portes de Cordoue, par les Berbères[14].

- 25 décembre : le roi Robert II proclame la Paix de Dieu à Orléans (1010 ou 1011)[15].